# نصیرخان لاری
نصیرخان لاری از خوانین فارس در دورۀ‌ کریم‌خان‌ زند است. وی‌ در ۱۱۷۱ ق، هنگام‌ حملۀ‌ محمدحسن‌خان‌ قاجار به‌ شیراز با او همدست‌ شد و پس‌ از شکست‌ محمدحسن‌‌خان‌، در لار عَلَم‌ طغیان‌ برداشت‌. کریم‌خان‌ در ۱۱۷۹‌ق، صادق‌خان‌ زند را برای‌ دفع‌ نصیر‌خان‌ به‌ لار فرستاد و او آن‌جا را به‌ تصرف‌ درآورد. نصیر‌خان‌ که بر قلعۀ قدمگاه تحصن جسته بود، سرانجام تسلیم‌ شد و صادق‌خان‌ او را به‌ شیراز فرستاد که در آن‌جا تحت‌ مراقبت‌ و محبت‌ کریم‌خان‌ قرار گرفت‌ و پس‌ از مدتی‌ به‌ حکومت‌ لارستان‌ گمارده شد، ولی‌ به‌‌محض‌ ورود به‌دست‌ یکی از دشمنانش‌ کشته‌ شد. نصیر‌خان لاری جد حاکمان موروثی لارستان بود.

## فرمان واگذاری حکومت بنادر لار و محال سبعه به نصیرخان لاری در عصر زندیه
پس از قتل ابراهیم‌خان ثانی و از بین رفتن حکومت نیمه‌مستقل امرای میلادی لارستان در سال ۱۰۱۰ ه.ق توسط شاه‌عباس، بستگان و منصوبان امرای میلادی لار به منظور حفظ جان، به مناطق دوردست پناهنده شدند؛ از جمله این افراد، برادرزادگان ابراهیم‌خان ثانی بودند که تا مدت‌ها در کال و اشکنان به عسرت و بدبختی گذران زندگی کردند. بعد از سقوط صفویه و استیلای افغانان و شوریدگی ممالک ایران، نصیرخان و حاجی‌خان، فرزندان آقا رحیما که از چهار پشت به اسماعیل‌خان برادر ابراهیم‌خان ثانی می‌رسیدند، از خلا قدرت به وجود آمده، استفاده کرده و از اشکنان به محال سبعه رفته و به عنوان میرشکار در آن منطقه فعالیت می‌کردند، این دو، عده‌ای را دور خود جمع کرده بر اثر جلادت و مردانگی موفق شدند قلعه مشکوی را تصرف کنند و بر آن ناحیه مسلط گردند و سال‌ها بعد، از جانب نادرشاه افشار به لقب جلیل‌خانی و حکومت محال سبعه سرفراز شوند. 
با قتل میرمحمدتقی حاکم لارستان، حاجی‌خان و نصیرخان توانستند قدرت را در لارستان به دست گیرند و پس از یک قرن و نیم، حکومت اجدادی خود را در نواحی جنوبی ایران احیا و یک قرن بر پهنه وسیعی از جنوب ایران حکومت کنند. متن حکم کریم‌خان زند درباره واگذاری حکومت بنادر، لار و محال سبعه به نصیرخان لاری بدین شرح است: «از آنجا که عالیجاه رفیع جایگاه ایالت و شوکت و اقبال پناه، بسالت و عظمت و اجلال دستگاه امیرالامراء‌العظام عقیدت و مخالصت آثاری محمدنصیرخان لاری که سابقا دورگرد بساط اطاعت و انقیاد بود در این اوقات به رهنمایی عقل زرین سالک طریق فرمان‌برداری و متعهد خدمات این دولت ابد قرین گردیده، چون گوهر شاهوار این گفتار از صدف احوال و اطوار مشارالیه نمایان و هویداست، لهذا قطره‌ای از قطرات جویبار عنایات و توجهات خدیوانه نضارت بخش مزرع امانی و آمال عالیجاه مذکور گردیده بناءٌ عليه، از ابتدا فلان مشارالیه را به مرتبه بیگلربیگی خطه لار از سبعه و خمسه و کل محال تابعه و بندرمبارکه عباسی و جرون سرافراز فرمودیم که از روی راستی و درستی و آگاهی به ملاحظه دولت‌خواهی در رتق و فتق مهمات و وصول و ایصال مالیات عملكردی وجوه غور و خروج و عملیات و طیارات بندرعباسی و نظم و نسق زراعات و تقدیم سایر مهمات و تنبیه و تادیب اجامره و اوباش شرارت تلاش و دفع و رقع قطاع الطریق و سارقین برا و بحرا لوازم اهتمام به عمل در هر باب مراسم نیکو خدمتی را به منصه ظهور رسانند و چنانچه سرقه و متعلقه در طرف دریا از هر جایی به هم باید چون تمساح دریا شکاف ذورق خیال‌شان را مستغرق بحر فنا ساخته که تجار خیریت مدار از آفات ضرر آتش شرر آن جماعت شقاوت اثر متاع جان و مال خویش به بندر سلامت رسانند. 
با عامه ساکنین و کامه متوطنین و ضعفا و مامورین به طریق احسن سلوک مسلوک داشته شکر و شکایت آن‌ها را درباره خود موثر دارند. اشراف و اعیان و عمال و ضابطان و ریش‌سفیدان و کدخدایان خطه لار و بندرعباسی و بلکوکات تابعه و محال جرون، عالیجاه امیرالامراء العظام محمد نصیرخان مشارالیه بیگلربیگی بالاستقلال و صاحب اختیار و اطاعت حسابی و داد و ستد وجوهات دیوانی را به او محول داشته، از سخن و صلاح مشارالیه که هر آینه متضمن صلاح دولت بوده باشد بیرون نروند.